# Heinrich Zeise (Dichter)

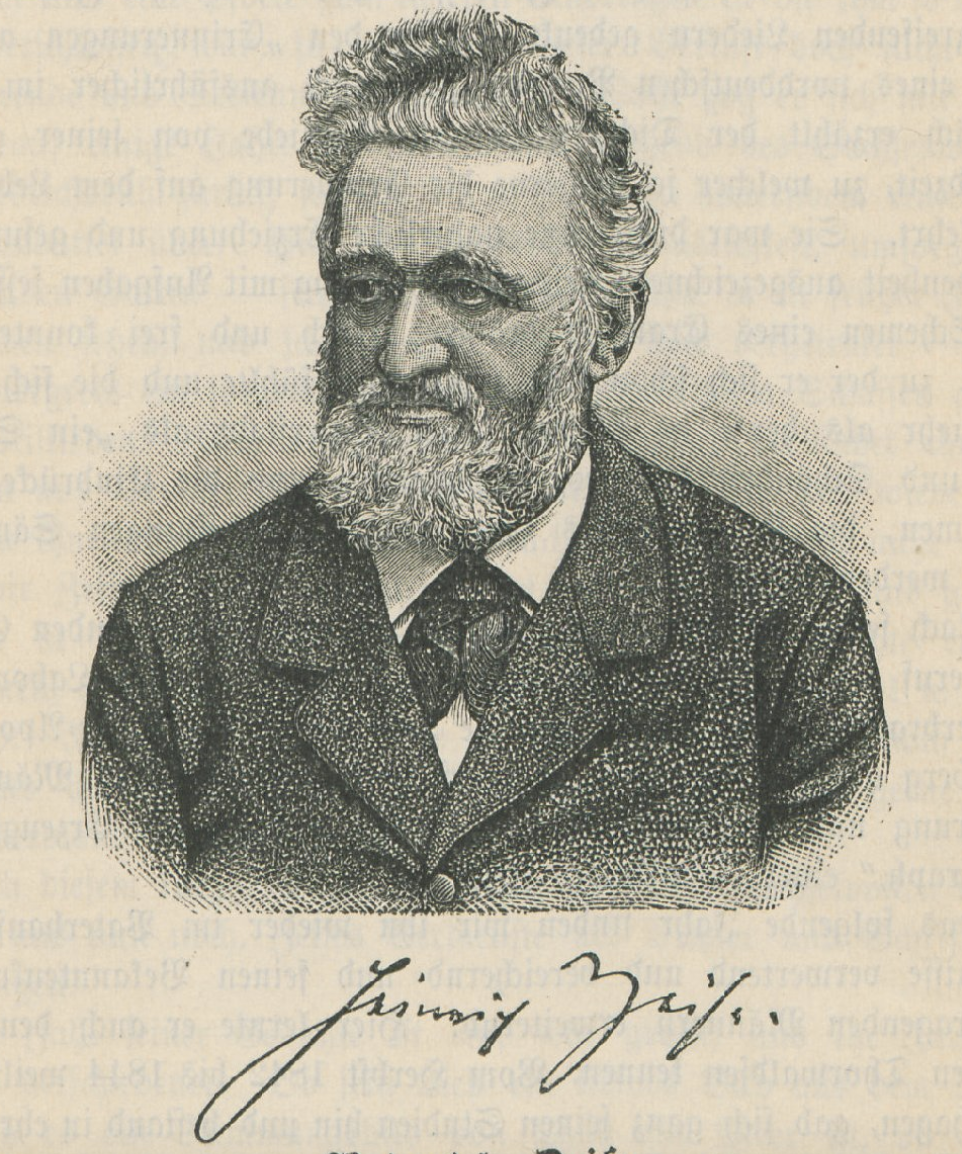
Heinrich Zeise

Karl Heinrich Theodor Zeise (* 19. April 1822 in Altona; † 20. Januar 1914 in Groß-Flottbek) war ein deutscher Apotheker, Fabrikant, Dichter und Übersetzer.

## Leben und Wirken
Heinrich Zeise stammte aus der Familie Zeise. Er war ein Urenkel von Heinrich Zeise, der als Pastor an der Heiligengeistkirche in Hamburg-Altona gewirkt hatte und dem er ab 1851 mehrere Werke widmete. Sein Vater Heinrich Zeise war verheiratet mit Juliane (Julie) Cordts (* 5. Juli 1798 in Altona; † 3. Dezember 1843). Er besaß seit 1818 die Elefanten-Apotheke in Altona. Heinrich Zeise selbst absolvierte ab 1838 eine Ausbildung als Apotheker in Landsberg an der Warthe, die er dort 1841 mit der Prüfung zum Apothekergehilfen abschloss. Anschließend ging er nach Kopenhagen. In der dänischen Hauptstadt erhielt er 1844 ein pharmazeutisches Examen mit Auszeichnung. Zeise ging zurück in seine Geburtsstadt, wo sein Vater die Elefanten-Apotheke inzwischen verkauft und eine chemische Fabrik gegründet hatte. Seit 1844 arbeitete Zeise im väterlichen Unternehmen. Nachdem sein Vater 1863 gestorben war, leitete Zeise bis 1875, als er das Unternehmen aus gesundheitlichen Gründen verkaufte, die Geschäfte.
Heinrich Zeise verehrte Otto von Bismarck und lebte aus diesem Grund bis 1876 zeitweise in Friedrichsruh. 1880 zog er nach Eimsbüttel und 1900 nach Groß-Flottbek, wo er 1914 verstarb.

## Werke
Heinrich Zeise interessierte sich sehr für Literatur und dichtete viel. Zudem betätigte er sich als Schriftsteller. Seine ersten Werke waren Übersetzungen aus dem Dänischen ins Deutsche. Dazu gehörten Werke von Hans Christian Andersen. Eine erste eigene Gedichtsammlung erschien 1847. Zeise befasste sich gerne mit Naturlyrik, schrieb aber 1848 auch Kriegsgesänge für die schleswig-holsteinische Bewegung. 1864 gab er die Sammlung Deutsche Krieg- und Sieges-Lieder, 1871 die Kampf- und Kriegeslieder heraus. Die Gesänge sind durch nationale Begeisterung gekennzeichnet.
Zeise verfasste eine Biografie mit dem Titel Aus dem Leben und den Erinnerungen eines norddeutschen Poeten. Das Werk, das als kulturgeschichtlich bedeutend angesehen werden kann, erschien 1888. Zeise beschreibt darin umfassend seine Jugendzeit in Altona. Zudem ehrt er darin Gelehrte und Schriftsteller aus Altona und Hamburg. Er hielt umfangreiche Briefkontakte mit Karl Gutzkow, Theodor Storm und Detlev von Liliencron, die in das Buch einflossen. Eines der letzten Werke, Natur- und Lebensbilder. Ein Spätherbststrauß, wurde 1892 als Lyrikband publiziert. Zeise arbeitete auch für viele Zeitungen und Zeitschriften. Noch nach dem 90. Lebensjahr schrieb er für die Altonaer Nachrichten.
Zeise, der bei Lebensende nahezu blind und taub war, erhielt zahlreiche Auszeichnungen.

## Veröffentlichungen
- Hans Christian Andersen: Gedichte. Deutsch von H. Zeise. Naeck, Kiel 1846.
- Kriegs-Lieder aus Schleswig-Holstein. Hoffmann & Campe, Hamburg 1848.
- Reiseblätter aus dem Norden. Köbner, Altona 1848.
- Die Entwickelungsgeschichte unserer Erde, die Umwälzungen, welche die Erdoberfläche betroffen haben, und die in getrennten Epochen erfolgten Neuschöpfungen organischer Gebilde. Vortrag gehalten im Altonaer Bürgerverein im Winter 1848/49 von H. Zeise. Lange, Altona 1849.
- Kampf und Schwertlieder. Schröder & Comp., Kiel 1849. Digitalisat
- Neuere Gedichte. Schröder & Comp., Kiel 1850. (=Zeises Gedichte. Band 2)
- Die Erde, die Pflanzen und der Mensch. Joakim Frederik Schouw. Populäre Naturschilderungen. Aus dem Dänischen unter Mitwirkung des Verfassers von H. Zeise. Mit der Biographie des Verfassers von P. L. Møller und seinem Portrait nach Marstrand. Lorck, Leipzig 1851. (2. Aufl. 1854)
- H. C. Örsted: Naturlehre des Schönen. Aus dem Dänischen von H. Zeise. 2. Ausg. Kittler, Hamburg 1850. MDZ Reader
- Aus meiner Lieder-Mappe. Gedichte. Uflacker, Altona 1861. (2. verm. und veränd. Aufl., Weichelt, Hannover 1883)
- Kampf- und Kriegslieder. Lipperheide, Berlin 1870. (=Für Straßburgs Kinder! No 22) Digitalisat
- Kleine Lieder. Uflacker, Altona 1871.
- Aus dem Leben und den Erinnerungen eines norddeutschen Poeten. Mit dem Portrait und dem Facsimile Zeises. Rehrer, Altona 1888.
- Kleine Bilder aus dem Naturleben. Rehrer, Altona 1888.
- Erinnerung an Schweden. Dresden 1888.
- Natur- und Lebensbilder. Ein Spätherbststrauß. Otto Meißner, Hamburg 1892.
- Erinnerungen aus meiner Knabenzeit sowie aus den späteren Jahren an den Flecken Wedel. In der ersten Beilage zum Hamburger Fremden-Blatt Nr. 159, 11. Juli 1895.
- Sechs Irische Volkslieder. Gesetzt von Wilhelm Rohde. (Deutsch von Heinrich Zeise). Raabe & Plothow, Berlin 1899.